# Цвіркунов Яків Вадимович
Яків Вадимович Цвіркунов (Яша) (нар. 27 липня 1975) — російський музикант, гітарист рок-гурту «Король и Шут». Цвіркунов разом з гуртом "Северный Флот" відвідував окупований Крим, вже після початку Повномасштабного вторгнення, через що є фігурантом бази Миротворець.

## Біографія
Народився 27 липня 1975 року в Ленінграді. Після школи вступив в Санкт-Петербурзький Фінансово-Економічний Університет, закінчив його 1997 року, після цього ще три роки там значився аспірантом. Грав в різних неформальних, практично невідомих гуртах. З 1994 року, був гітаристом важкої альтернативної команди «аусвайс». У тому ж році Яків, на одному з концертів у клубі «Там-там», познайомився з Михайлом «Горшок» Горшенєвим, який запропонував йому стати учасником гурту «Король и Шут». Якийсь то час Яша суміщав роботу в обох колективах, але через деякий час «аусвайс» тихо припинили своє існування. Таким чином Яків остаточно став постійним учасником гурту «Король и Шут». За фахом попрацювати практично не встиг, весь час зайняв гурт.
З музики найбільший вплив зробили: Metallica, AC/DC, Bad Religion, U2, Біллі Айдол, Clawfinger, Depeche Mode, Megadeth, Slayer, Оззі Осборн, Paradise Lost, Shpongle, Spinal Tap, Стінг, Toy Dolls та багато інших.